# 四塊厝 (臺中市大雅區)
四塊厝，是臺灣臺中市大雅區的一個傳統地域名稱，位於該區南部。相較於今日行政區，其範圍大致包括四德里不含東南端、二和里西半部。

## 歷史
台灣清治末期至日治初期，四塊厝地區為一街庄，稱為「四塊厝庄」，隸屬於捒東下堡。該庄西北及北與垻雅街為鄰，東北與大田心庄為鄰，東與馬崗厝庄為鄰，南邊為港尾仔庄，西南邊為下橫山庄。
1901年（日治明治三十四年）11月，全台廢縣廳改設二十廳，該庄隸屬於臺中廳。1903年（明治三十六年）6月，該庄編入「埧雅區」，仍隸屬於臺中廳。1909年（明治四十二年）10月，合併二十廳為十二廳，埧雅區隸屬不變。1920年（大正九年），全台地方制度大改正，廢十二廳改設五州二廳，該庄改制為「四塊厝」大字，隸屬於臺中州豐原郡大雅庄。
戰後大雅庄改制為大雅鄉，隸屬於臺中縣，大字亦改制為村。1950年10月，中、彰、投分治，大雅鄉仍隸屬臺中縣。2010年12月，臺中縣市合併為直轄臺中市，大雅鄉改制為大雅區，村亦改制為里。

## 聚落
本地區有四塊厝、美夢成真社區、學府日墅社區等聚落。

## 交通
省道台1乙線（中清路三段）是大雅至大肚區王田的幹道，大致以北北西—南南東走向轉北偏西—南偏東走向經過四塊厝地區中部。由該道路竹向北北西可前往大雅市區中部偏西北並止於省道台10線路口，向南偏東可前往西屯東北端的國道1號大雅交流道、北屯西部、台中市區西部、烏日並止於國道1號王田交流道南側的省道台1線路口。
市道127號（學府路、中山路）是大雅至霧峰的道路，其北側端點位於本地區中部偏西北的省道台1乙線路口。由此向西偏南轉南南西再轉西南再繞大彎轉南出境後，可前往西屯、南屯、烏日、霧峰並止於省道台3線路口。
區道中86線（雅潭路四段）是大雅至新田的道路，大致以西南西—東北東走向轉西北西—東南東走向經過本地區東北部。由該道路向西南西可前往大雅市區並止於省道台1乙線路口，向東南東可前往大田心、馬岡厝、西員寶、東員寶、潭子與甘蔗崙交界地帶、潭子、茄荎角、聚興西北部並止於區道中89線路口。

## 學校
- 大華國中
- 大雅國小（東南部）